# Robert Fortune
Robert Fortune (Kelloe, Berwickshire, 16 de setembro de 1812 — Londres, 13 de abril de 1880) foi um botânico escocês, caçador de plantas e viajante, mais conhecido por introduzir cerca de 250 novas plantas ornamentais, principalmente da China, mas também do Japão, nos jardins da Grã-Bretanha, Austrália e Estados Unidos. Ele também desempenhou um papel no desenvolvimento da indústria do chá na Índia no século XIX.

## Vida
Fortune nasceu em Kelloe, Berwickshire. Depois de completar seu aprendizado, ele trabalhou na Moredun House, ao sul de Edimburgo, antes de seguir para o Royal Botanic Garden de Edimburgo. Em 1840, ele e sua família se mudaram para Londres para assumir um cargo no jardim da Horticultural Society of London em Chiswick. Após o Tratado de Nanquim em 1842, no início de 1843 ele foi contratado pelo HS para realizar uma expedição de coleta de plantas de três anos ao sul da China.
Suas viagens resultaram na apresentação à Europa, Austrália e Estados Unidos de muitas flores e plantas novas, exóticas e lindas. Sua realização mais famosa foi a introdução bem-sucedida, embora não tenha sido a primeira de forma alguma, de plantas de chá chinesas (Camellia sinensis), junto com fabricantes de chá qualificados, da China à Índia em 1848 em nome da Companhia Britânica das Índias Orientais. Robert Fortune trabalhou na China por vários anos no período de 1843 a 1861.
As remotas montanhas Wuyi na província de Fujian, uma das importantes regiões de chá para as quais Fortune viajou.
Semelhante a outros viajantes europeus da época, como Walter Medhurst, Fortune se disfarçou como um comerciante chinês durante várias, mas não todas, de suas viagens além das áreas portuárias do tratado recentemente estabelecidas. Não apenas a compra de plantas de chá pela Fortune foi supostamente proibida pelo governo chinês da época, mas suas viagens também estavam além do dia permitido a partir dos portos europeus do tratado. A Fortune viajou para algumas áreas da China que raramente eram visitadas por europeus, incluindo áreas remotas das províncias de Fujian, Guangdong e Jiangsu.
A Fortune empregou muitos meios diferentes para obter plantas e mudas de produtores de chá locais, supostamente propriedade do império chinês, embora isso tenha ocorrido cerca de 150 anos antes que as leis internacionais de biodiversidade reconhecessem a propriedade estatal de tais recursos naturais. Ele também é conhecido por usar as caixas portáteis Wardian de Nathaniel Bagshaw Ward para sustentar as plantas. Também é amplamente divulgado que ele contratou trabalhadores qualificados para a Índia, que facilitariam a produção de chá nas plantações da Companhia das Índias Orientais.. Com exceção de algumas plantas que sobreviveram em jardins indianos estabelecidos, a maioria das plantas de chá chinesas que Fortune introduziu nas províncias do noroeste da Índia morreram. A outra razão para o fracasso na Índia foi que a preferência e a moda britânicas eram por uma bebida forte de chá escuro, que era melhor feito a partir da subespécie local de Assam (Camellia sinensis var. Assamica) e não da seleção que Fortune havia feito na China. A tecnologia e o conhecimento trazidos da China foram, no entanto, fundamentais para o florescimento posterior da indústria de chá indiana em Assam e no Sri Lanka.
Em viagens subsequentes, ele visitou Formosa (atual Taiwan ) e o Japão, e descreveu a cultura do bicho- da- seda e a fabricação de arroz. Ele introduziu muitas árvores, arbustos e flores para o Ocidente, incluindo o cumquat, uma rosa dupla amarela trepadeira ('Fortune's Double Yellow' (sin. Gold of Ophir) que provou ser um fracasso no clima da Inglaterra) e muitas variedades de peônias de árvores, azaléias e crisântemos. Uma rosa branca trepadeira que ele trouxe da China em 1850, considerada um cruzamento natural entre Rosa laevigata e R. banksiae, foi apelidada de R. fortuniana (syn. R. fortuneana ) em sua homenagem. Essa rosa também foi um fracasso na Inglaterra, que preferia climas mais quentes. Hoje, essas duas rosas ainda são amplamente cultivadas por criadores de rosas antigas em regiões de inverno ameno. Rosa fortuniana também serve como um porta-enxerto valioso na Austrália e nas regiões do sul dos Estados Unidos.

Os incidentes de suas viagens foram relatados em uma sucessão de livros. Ele morreu em Londres em 1880 e está enterrado no cemitério de Brompton.

## Publicações
- Three Years' Wandering in the Northern Provinces of China, A Visit to the Tea, Silk, and Cotton Countries, with an account of the Agriculture and Horticulture of the Chinese, New Plants, etc. (1847, John Murray)
- A Journey To The Tea Countries Of China; Including Sung-Lo And The Bohea Hills; With A Short Notice Of The East India Company's Tea Plantations In The Himalaya Mountains. (1852, John Murray)
- Two visits to the tea countries of China and the British tea plantations in the Himalaya: with a narrative of adventures, and a full description of the culture of the tea plant, the agriculture, horticulture, and botany of China (1853, John Murray; LCCN 04-32957; National Library: CAT10983833)
- A Residence Among the Chinese; Inland, On the Coast and at Sea; being a Narrative of Scenes and Adventures During a Third Visit to China from 1853 to 1856, including Notices of Many Natural Productions and Works of Art, the Culture of Silk, &c. (1857, John Murray)
- Yedo and Peking; A Narrative of a Journey to the Capitals of Japan and China, with Notices of the Natural Productions, Agriculture, Horticulture and Trade of those Countries and Other Things Met with By the Way (1863, John Murray)

## Plantas nomeadas em sua homenagem
- Arundinaria fortunei
- Euonymous fortunei
- Hosta fortunei
- Keteleeria fortunei
- Mahonia fortunei
- Maxburretia fortunei
- Osmanthus fortunei
- Pleioblastus fortunei
- Rhododendron fortunei
- Rosa fortuniana
- Trachycarpus fortunei